# (16452) Goldfinger
(16452) Goldfinger (1989 SE8) – planetoida z pasa głównego asteroid okrążająca Słońce w ciągu 3,75 lat w średniej odległości 2,41 j.a. Odkryta 28 września 1989 roku.